# Operacja Archery
Operacja Archery – rajd brytyjskich sił specjalnych przeciwko Niemcom stacjonującym na norweskiej wyspie Vågsøy. Został przeprowadzony podczas II wojny światowej, 27 grudnia 1941 roku siłami komandosów oraz norweskich członków SOE. W operacji brał udział brytyjski krążownik HMS „Kenya”, cztery niszczyciele (HMS „Onslow”, „Oribi”, „Offa” i „Chiddingflod”) oraz dwa okręty desantowe. Wzięli w niej udział komandosi z No. 3 Commando, dwa plutony No. 2 Commando, oddział medyczny z No. 4 Commando, oddział sabotażowy ze 101 plutonu No. 6 Commando i Norwegowie z Norwegian Independent Company 1. Cała akcja  była wspierana z powietrza przez samoloty RAF-u.

## Cele
Na początku akcji siły komandosów w liczbie 570 ludzi podzielono na pięć części. Każda z nich otrzymała swoje zadanie:
- zabezpieczyć obszar na północ od miasta Måløy w południowej części Vågsøy i związać walką napotkane posiłki wroga,
- zabezpieczyć miasto Måløy
- wyeliminować wroga na mniejszej wyspie Moldøen,
- wyeliminować punkt oporu wroga w Holvik na zachód od Måløy,
- piąta grupa miała pozostawać na morzu jako rezerwa.

Głównym celem operacji było zniszczenie zakładów produkcji oleju rybnego i magazynów, które Niemcy wykorzystali do produkcji materiałów wybuchowych. Innym celem było spowodowanie, aby z obawy przed kolejnymi atakami Niemcy przerzucili do Norwegii większe siły, które mogły być wykorzystane na froncie wschodnim.

## Rajd
Lądowanie o świcie było poprzedzone bardzo skutecznym bombardowaniem w wykonaniu artylerii okrętowej. Wszystkie cele zostały osiągnięte, z wyjątkiem Måløy. Niemiecki opór w mieście był o wiele silniejszy, niż się spodziewano, ponieważ Brytyjczycy nie wiedzieli o obecności tam oddziału strzelców alpejskich (niem. Gebirgsjäger), weteranów walk z frontu wschodniego. Doświadczenie obrońców w walkach ulicznych spowodowało, że zaplanowana na kilka godzin operacja przerodziła się w zaciekły bój na krótkim dystansie. Brytyjski dowódca, John Durnford-Slater, wezwał czekającą na morzu rezerwę. Wielu miejscowych Norwegów pomagało komandosom, pełniąc rolę tragarzy amunicji i granatów, a także zabierając rannych z pola walki.
Około godz. 14.00 komandosi rozpoczęli odwrót, niszcząc cztery fabryki, magazyny żywności, amunicji i paliw, centrale telefoniczne i inne instalacje wojskowe oraz pozostawiając większość miasta w płomieniach. Siły Royal Navy w postaci jednego krążownika i czterech niszczycieli zatopiły 10 niewielkich niemieckich statków, przy czym niektóre z nich zostały samozatopione przez ich załogi w celu uniemożliwienia przejęcia ich przez Brytyjczyków w drodze abordażu. Trudności techniczne uniemożliwiły niemieckiej artylerii nadbrzeżnej prowadzenie ognia z pełną skutecznością, przy czym jedno z trzech dział 130 mm trafiło w brytyjski krążownik.

## Następstwa
Operacja zakończyła się alianckim sukcesem. Nie zatonął żaden okręt Royal Navy; marynarka straciła dwóch zabitych i sześciu rannych. Komandosi ponieśli straty w wysokości 18 zabitych i 55 rannych, w tym biorący udział w akcji dowódca norweskich sił zbrojnych na uchodźstwie, kapitan Martin Linge zginął w ataku na lokalną kwaterę dowodzenia Niemców. Osiem samolotów RAF-u zostało zestrzelonych, ponadto podczas nalotu zginął norweski cywil, prawdopodobnie od odłamków brytyjskiej bomby. Zginęło przy tym 31 lotników. Według brytyjskich ocen, zabito co najmniej 120 Niemców, a 98 wzięto do niewoli lub internowano, w tym 56 wojskowych (15 marynarzy i 41 żołnierzy) oraz 42 marynarzy floty handlowej. Według jednak niemieckich dokumentów, zginęło tylko 40 Niemców (w tym 31 wojskowych), 19 raniono, a 113 zaginęło (w tym 20 marynarzy floty handlowej – co może obejmować wziętych do niewoli lub zabitych; możliwe też są błędy np. w przyporządkowaniu marynarzy). Z wysp zabrano 77 norweskich ochotników oraz czterech kolaborantów.
Brytyjczycy zatopili osiem statków o pojemności 14 397 BRT, w tym pomocnicze patrolowiee V 5108 („Föhn”) i V 5101 („Donner”).
W połączeniu z dokonanym dwa dni wcześniej przez brytyjskich komandosów rajdem na Lofoty, Operacja Archery wystarczyła, aby przekonać Adolfa Hitlera, że Brytyjczycy chcą dokonać inwazji na północną Norwegię, aby wywrzeć presję na neutralną Szwecję i Finlandię. By zapobiec temu fikcyjnemu zagrożeniu, skierował on 30 tys. żołnierzy z frontu wschodniego do Norwegii oraz nakazał wzmocnienie obrony przybrzeżnej i śródlądowej.

## Galeria

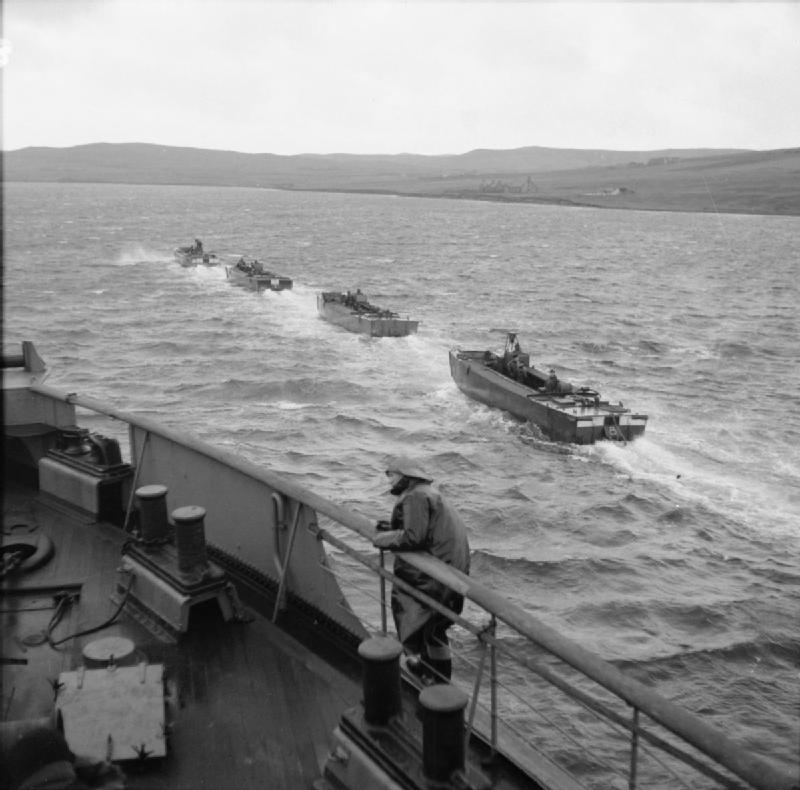
Brytyjskie łodzie desantowe w drodze na norweskie wybrzeże
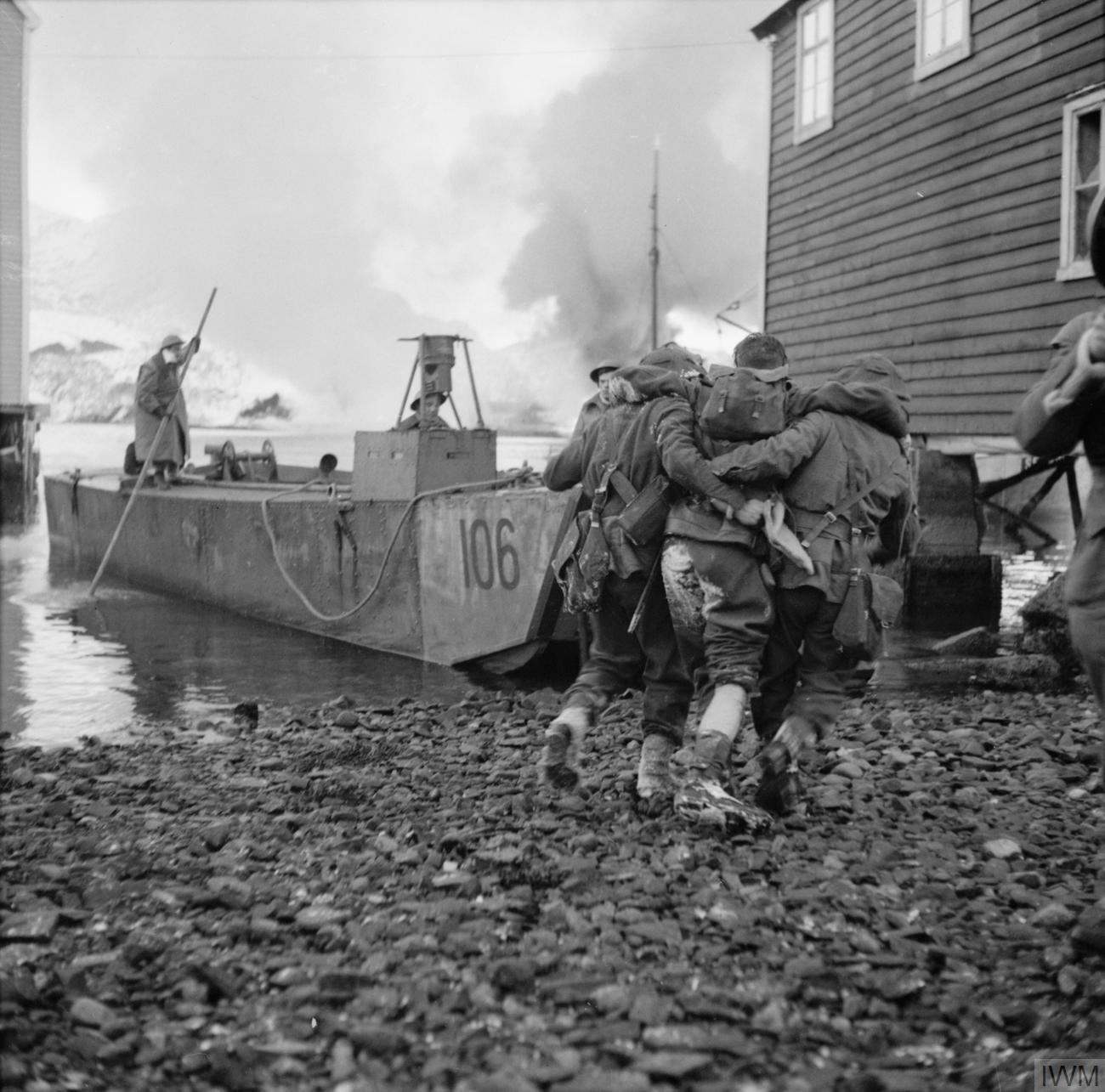
Ranny komandos niesiony przez kolegów na pokład łodzi desantowej
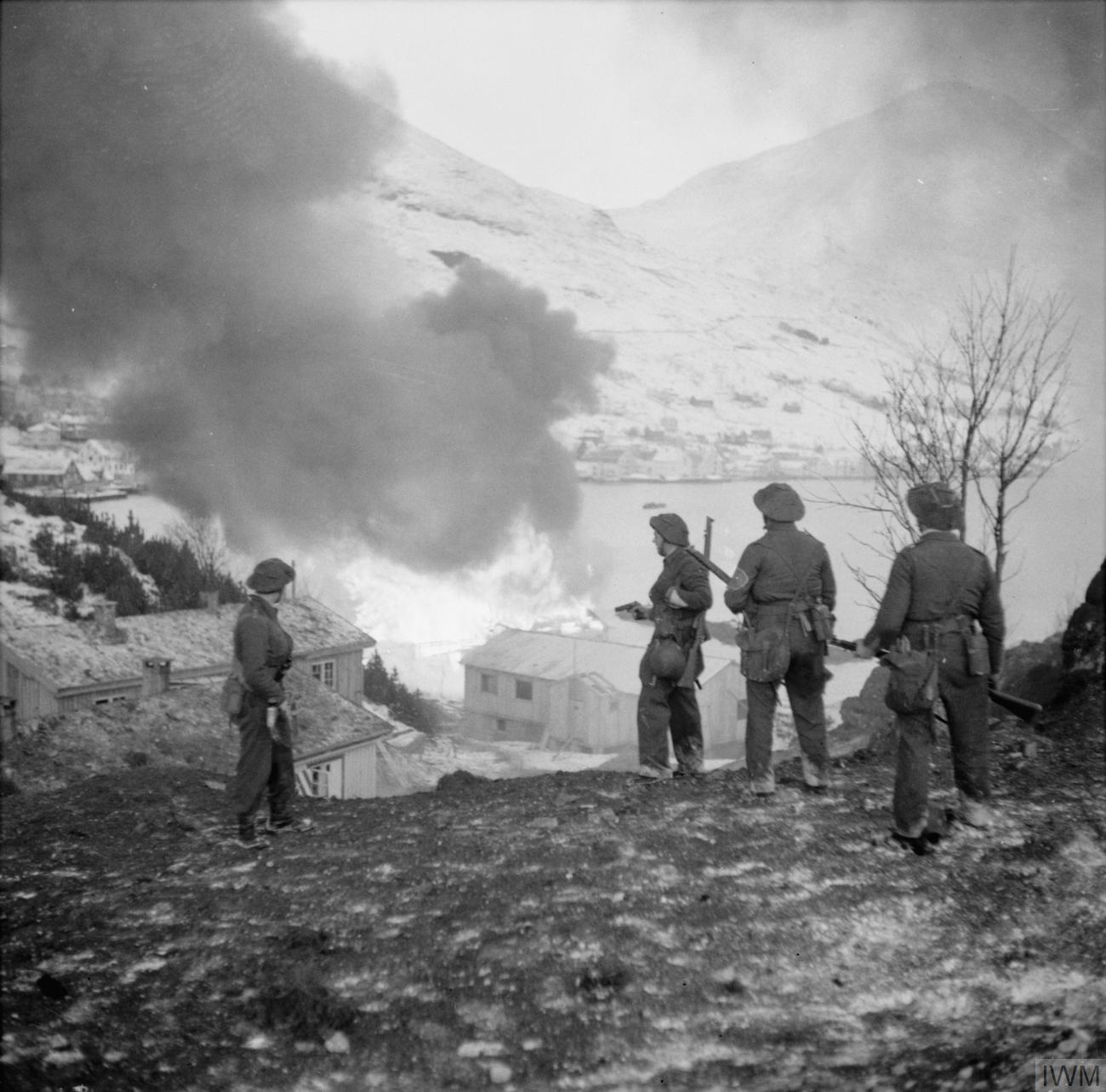
Brytyjscy komandosi przez płonącym magazynem amunicji
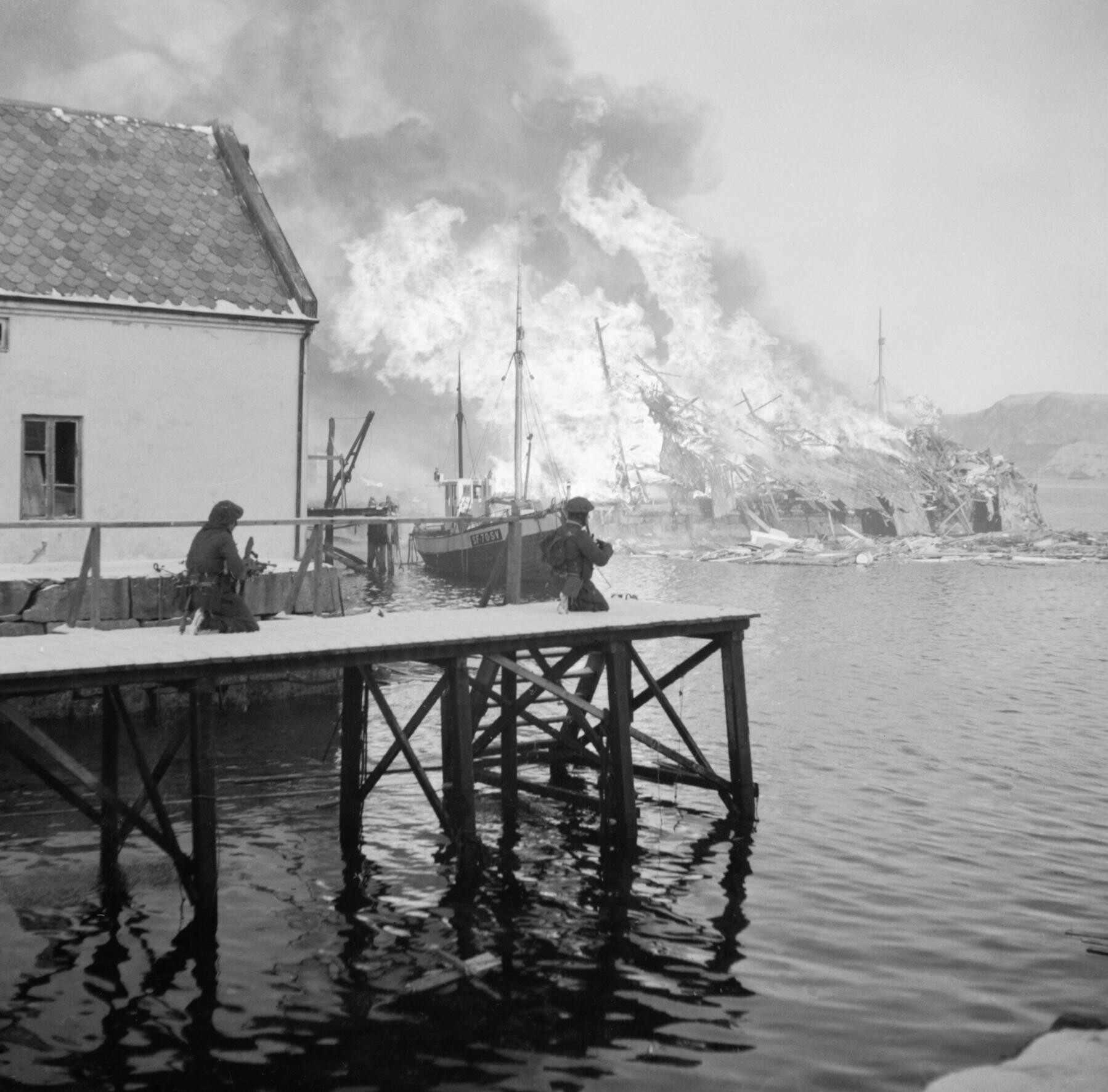
Brytyjscy żołnierze przed płonącą olejarnią
Komandosi prowadzący niemieckich jeńców wojennych